# Окереке, Давид
Давид Чирози Окереке (англ. David Chidozie Okereke; 29 августа 1997 года, Лагос, Нигерия) — нигерийский футболист, нападающий клуба «Брюгге», выступающий на правах аренды за «Кремонезе».

## Клубная карьера
Окереке в детстве вместе с семьей переехал в Италию, где занимался футболом в клубах «Лаваньесе» и «Специя». 9 апреля 2016 года в матче против «Новары» он дебютировал в итальянской Серии B, в составе последнего. В начале 2018 года для получения игровой практики Окереке перешёл в «Козенцу». 21 января в матче против «Матеры» он дебютировал в итальянской Серии C. 29 апреля в поединке против «Виртус Франкавилла» Давид забил свой первый гол за «Козенцу». По окончании аренды он вернулся в «Специю». 7 октября в поединке против «Ливорно» Давид забил свой первый гол за команду. 
Летом 2019 года Окереке перешёл в бельгийский «Брюгге», подписав контракт на четыре года. Сумма трансфера составила 8 млн. евро. 27 июля в матче против «Васланд-Беверен» он дебютировал в Жюпиле лиге. В этом же поединке Давид забил свой дебютный гол за «Брюгге».